# Línea Córdoba-El Higuerón
La línea Córdoba-El Higuerón es un línea de 6,5 kilómetros de longitud perteneciente a la red ferroviaria española. Se trata de una línea de ancho ibérico (1668 mm), en vía única y electrificada a 3 KV. Siguiendo la catalogación de Adif, es la «línea 432».